# فيرجينيا كاري هدسون
فيرجينيا كاري هدسون (بالإنجليزية: Virginia Cary Hudson)‏ (28 مايو 1894 - 8 أبريل 1954)؛ روائية أمريكية.